# Mimulosia suffusa
Mimulosia suffusa là một loài bướm đêm thuộc phân họ Arctiinae, họ Erebidae.